# Dedekinds etafunktion

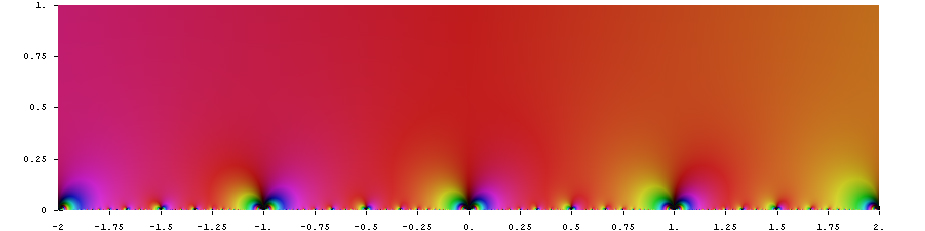
Dedekinds η-funktion i komplexa planet.

Inom matematiken är Dedekinds etafunktion, uppkallad efter Richard Dedekind, en viss modulär form av vikt 1/2. För komplexa tal τ med positiv imaginär del låtq = exp(2πiτ). Då definieras Dedekinds etafunktion som
{\displaystyle \eta (\tau )=e^{\frac {\pi {\rm {{i}\tau }}}{12}}\prod _{n=1}^{\infty }(1-q^{n}).}
Etafunktionen är analytisk i övre halvplanet men kan inte fortsättas analytiskt utanför det.

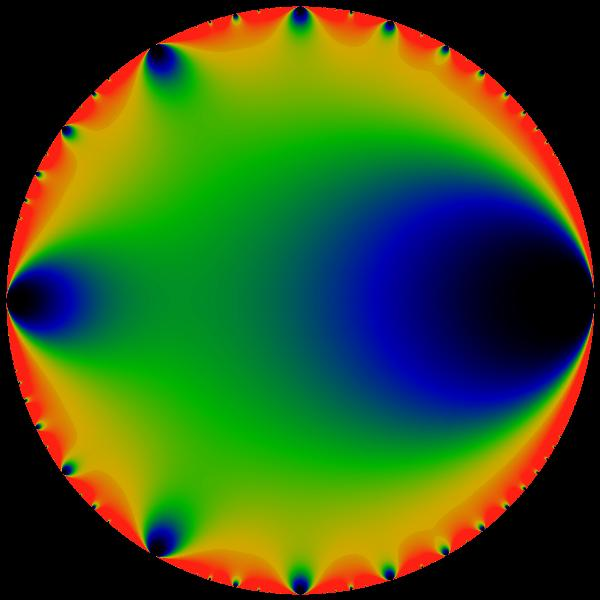
Absoluta värdet av Eulers funktion i enhetsskivan sådan att svart = 0, röd = 4

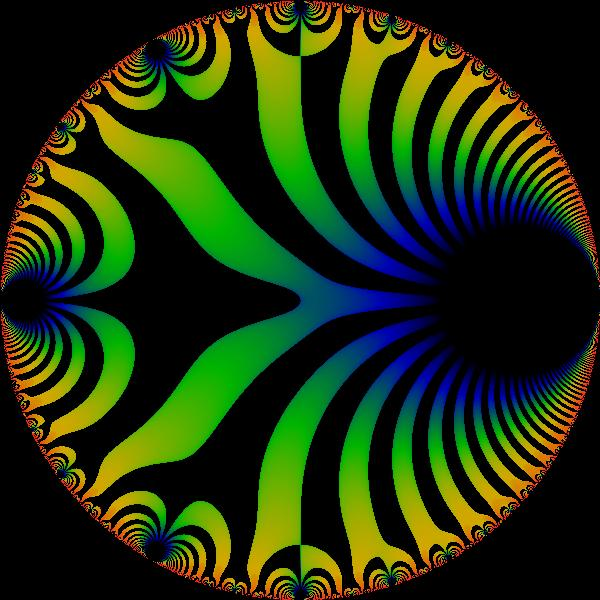
Diskriminantens reella del som en funktion av q.

Etafunktionen satisfierar funktionalekvationerna
{\displaystyle \eta (\tau +1)=e^{\frac {\pi {\rm {i}}}{12}}\eta (\tau ),\,}
{\displaystyle \eta (-{\tfrac {1}{\tau }})={\sqrt {-{\rm {i}}\tau }}\eta (\tau ).\,}
Mer generellt, antag att a, b, c, d är heltal med ad − bc = 1, sådana att
{\displaystyle \tau \mapsto {\frac {a\tau +b}{c\tau +d}}}
är en transformation i modulära gruppen. Vi kan anta att antingen c > 0 eller c = 0 och d = 1. Då är
{\displaystyle \eta \left({\frac {a\tau +b}{c\tau +d}}\right)=\epsilon (a,b,c,d)(c\tau +d)^{\frac {1}{2}}\eta (\tau ),}
där
{\displaystyle \epsilon (a,b,c,d)=e^{\frac {b{\rm {i}}\pi }{12}}\quad (c=0,d=1);}
{\displaystyle \epsilon (a,b,c,d)=e^{{\rm {i}}\pi [{\frac {a+d}{12c}}-s(d,c)-{\frac {1}{4}}]}\quad (c>0).}
Här betecknar {\displaystyle s(h,k)\,} Dedekindsumman
{\displaystyle s(h,k)=\sum _{n=1}^{k-1}{\frac {n}{k}}\left({\frac {hn}{k}}-\left\lfloor {\frac {hn}{k}}\right\rfloor -{\frac {1}{2}}\right).}

## Speciella värden
{\displaystyle \eta (i)={\frac {\Gamma \left({\frac {1}{4}}\right)}{2\pi ^{3/4}}}}
{\displaystyle \eta \left({\tfrac {1}{2}}i\right)={\frac {\Gamma \left({\frac {1}{4}}\right)}{2^{7/8}\pi ^{3/4}}}}
{\displaystyle \eta (2i)={\frac {\Gamma \left({\frac {1}{4}}\right)}{2^{{11}/8}\pi ^{3/4}}}}
{\displaystyle \eta (4i)={\frac {{\sqrt[{4}]{-1+{\sqrt {2}}}}\;\Gamma \left({\frac {1}{4}}\right)}{2^{{29}/16}\pi ^{3/4}}}}